# خوسيه كاييخون
خوسيه ماريا كاييخون (بالإسبانية: José Callejón)‏ (مواليد 11 فبراير 1987 في موتريل - إسبانيا) لاعب كرة قدم من أبناء نادي ريال مدريد تدرج في الفئات السنية للريال من عام 2002 ولغاية 2008 حيث تألق في موسم 2007-2008 مع فريق الكاستيا (ريال مدريد بي) في الدوري وسجل 21 هدف في 37 مباراة حيث كان مركزه الأساسي مهاجم، قبل أن ينتقل ويلعب لصالح نادي الدرجة الأولى اسبانيول الإسباني منذ 2008 إلى 2011 وكانت بداياته صعبة مع إسبانيول حتى قام المدرب الأرجنتيني ماوريسيو بوشتينو بتغيير مركزه من رأس حربة إلى جناح مهاجم فقدم في هذا المركز مستويات ممتازة.
وأثار إعجاب مورينهو فطلب إحضاره للفريق فانتقل إلى ريال مدريد في صيف 2011 مقابل خمسة ونصف مليون يورو، وقدم مع الفريق رغم قلة مشاركاته أساسياً مستويات جيدة جعلت من الجماهير والصحافة المدريدية تطالب بإعطاءه فرصة أكبر مع الفريق الأول.
يتمع كاييخون بالسرعة العالية والتمرير الدقيق والرجوع للخلف للدفاع ومساندة خط الوسط المحوري. نال ثقة مورينيو في الفريق الملكي ويعول علية كثيرا في العديد من اللعب الصعبة

## مسريته مع الأندية

### ريال مدريد
بدأ خوسيه ماريا كاليخون مشواره مع نادي ريال مدريد ب في مايو 2007 ، ولعب أربع مباريات فقط في موسم 2006-2007 ولم يسجل أي هدف.
ولكن في موسم 2007-2008 بدأت تظهر الموهبة الحقيقة لكاليخون حيث لعب 37 مباراة وسجل 21 هدف، وكان كاليخون هداف ريال مدريد ب في ذلك الموسم.

### إسبانيول
في نهاية الموسم ترك كاليخون ريال مدريد ب وانتقل إلى نادي إسبانيول الإسباني في الدوري الإسباني الدرجة الأولى، وقع كاليخون عقدا ًمدته أربع سنوات مع إسبانيول في 20 سبتمبر 2008 ، أول مباراة له مع إسبانيول كانت ضد خيتافي حيث دخل في وقت متأخر في المبارة التي انتهت 1-1 .
كاليخون وكما لم يكن متوقعاً أصبح لاعب أساسي في الفريق بشكل سريع في أول مواسمه 2008-2009، احرز أول اهدافه مع إسبانيول في الدوري الإسباني 2008-2009 على ريال مايوركا في امبارة التي انتهت 3-3، وفي ذلك الموسم سجل أربع اهداف في 30 مباراة لعبها ذلك الموسم.
حصل كاليخون على ثقة المدرب موريسيو بوتشيتينو حيث أصبح كاليخون ركيزة أساسية للفريق في المواسم القادمة في مركز الجناح الأيسر.

### العودة إلى ريال مدريد
بعد المستويات الكبيرة التي قدمها خوسيه ماريا كاليخون مع ناديه إسبانيول، طلب المدير الفني لنادي ريال مدريد جوزيه مورينهو إعادة كاليخون إلى ناديه السابق، فوقع كاليخون مع نادي ريال مدريد لمدة خمس سنوات بقيمة 5.5 مليون يورو موسم 2011-2012 .
وفي أول مباراة له مع ريال مدريد ضد لوس أنجلوس جالاكسي في مباراة ودية في الولايات المتحدة الأمريكية سجل كاليخون هدفه الأول مع ريال مدريد في الدقيقة 30 في المبارة التي انتهت نتيجة 4-1 لنادي ريال مدريد، وكان ظهور الأول في مباراة رسمية ضد برشلونة في كأس السوبر الأسباني.
في 2 أكتوبر 2011 ، وسجل كاليخون أول هدف رسمي له مع ريال مدريد، ولكن المفاجآة الكبيرة هي أن أول هدف رسمي له كان ضد ناديه السابق إسبانيول وعلى ملعبه ستاد كورليلا، فبعد نزوله في منتصف الشوط الثاني في المبارة التي انتهت برباعية نظيفة لريال مدريد استطاع كاليخون تسجيل الهدف الرابع لريال مدريد بعد تمريرة جميلة من البرتغالي كريستيانو رونالدو، ومن سعادة كاليخون بتسجيل هدفه الأول مع ريال مدريد قام بالاحتفال بهدفه كما هي عادة الاعبين ولكنه تذكر سريعاً انه سجل في مرمى فريقه السابق فقام بالاعتذار بحركة جميلة لجمهور فريقه السابق.
أصبح كاليخون هو اللاعب البديل الأول في ريال مدريد ليكون بديل كريستيانو رونالدو وأنخل دي ماريا ودخوله في الفترات الأخيرة في المباريات، فبعد إصابة أنخل دي ماريا الطويلة في ذلك الموسم أصبحت مشاركة كاليخون أكثر وأكثر فمرة يدخل كلاعب أساسي أو يكون بديل ريكاردو كاكا.
كان مستوى كاليخون التهديفي في أول مواسمه مع ريال مدريد عالي جداً حيث سجل 13 هدفي في 37 مباراة معظمها لعبها كبديل، سجل خمسة أهداف في الدوري الأسباني وخمسة أهداف في دوري أبطال أوربا في خمس مباريات، وثلاثة أهداف في كأس ملك إسبانيا.
ولكن هدفه في مرمى ريال مايوركا يعد الهدف الأكثر أهمية له مع ريال مدريد وفي مسيرته حيث أنقذ ريال مدريد في واحدة من أصعب وأهم مباريات الدوري الأسباني في ذلك الموسم بهدفه في الدقيقة 84 ليقود ريال مدريد للفوز بنتيجة 2-1 والابتعاد في صدارة الدوري بعيداً.
الانتقال إلى نابولي الإيطالي
انتقل اللاعب الإسباني إلى نادي نابولي الإيطالي في صيف 2013 بعد أن طلبه المدرب بينيتيز وقام بآداء جيد.

## احصائياته مع الأندية
آخر تحديث 27 نوفمبر 2012.
| النادي          | الموسم          | الدوري | الدوري | الدوري | الكأس1 | الكأس1 | الكأس1 | دوري أبطال أوروبا | دوري أبطال أوروبا | دوري أبطال أوروبا | المجموع | المجموع | المجموع |
| النادي          | الموسم          | لعب    | سجل    | صنع    | لعب    | سجل    | صنع    | لعب               | سجل               | صنع               | لعب     | سجل     | صنع     |
| --------------- | --------------- | ------ | ------ | ------ | ------ | ------ | ------ | ----------------- | ----------------- | ----------------- | ------- | ------- | ------- |
| ريال مدريد ب    | 2006–07         | 4      | 0      | —      | —      | —      | —      | —                 | —                 | —                 | 4       | 0       | —       |
| ريال مدريد ب    | 2007–08         | 37     | 21     | —      | —      | —      | —      | —                 | —                 | —                 | 37      | 21      | —       |
| ريال مدريد ب    | المجموع         | 41     | 21     | —      | —      | —      | —      | —                 | —                 | —                 | 41      | 21      | —       |
| إسبانيول        | 2008–09         | 24     | 2      | 0      | 6      | 2      | 0      | 0                 | 0                 | 0                 | 30      | 4       | 0       |
| إسبانيول        | 2009–10         | 36     | 2      | 4      | 1      | 0      | 0      | 0                 | 0                 | 0                 | 37      | 2       | 4       |
| إسبانيول        | 2010–11         | 37     | 6      | 7      | 2      | 0      | 0      | 0                 | 0                 | 0                 | 39      | 6       | 7       |
| إسبانيول        | المجموع         | 97     | 10     | 11     | 9      | 2      | 0      | 0                 | 0                 | 0                 | 106     | 12      | 11      |
| ريال مدريد      | 2011–12         | 25     | 5      | 0      | 7      | 3      | 1      | 5                 | 5                 | 0                 | 37      | 13      | 1       |
| ريال مدريد      | 2012–13         | 10     | 1      | 2      | 3      | 0      | 0      | 4                 | 0                 | 0                 | 17      | 1       | 2       |
| ريال مدريد      | المجموع         | 35     | 6      | 2      | 10     | 3      | 1      | 9                 | 5                 | 0                 | 53      | 14      | 3       |
| المجموع النهائي | المجموع النهائي | 173    | 37     | 13     | 19     | 5      | 1      | 9                 | 5                 | 0                 | 200     | 47      | 14      |

## روابط خارجية
- خوسيه كاييخون على موقع الاتحاد الدولي (مؤرشف)  (الإنجليزية)
- خوسيه كاييخون على موقع الاتحاد الأوربي (الإنجليزية)
- خوسيه كاييخون على موقع قاعدة بيانات كرة القدم.إي يو (الإنجليزية)
- خوسيه كاييخون على موقع ليكيب (الفرنسية)
- خوسيه كاييخون على موقع ناشيونال فوتبول تيمز (الإنجليزية)
- خوسيه كاييخون على موقع Soccerway.com (الإنجليزية)
- خوسيه كاييخون على موقع عالم كرة القدم.نت (الإنجليزية)
- خوسيه كاييخون على موقع AS.com (الإسبانية)